# Избрание семидесяти старейшин Моисеем (картина)

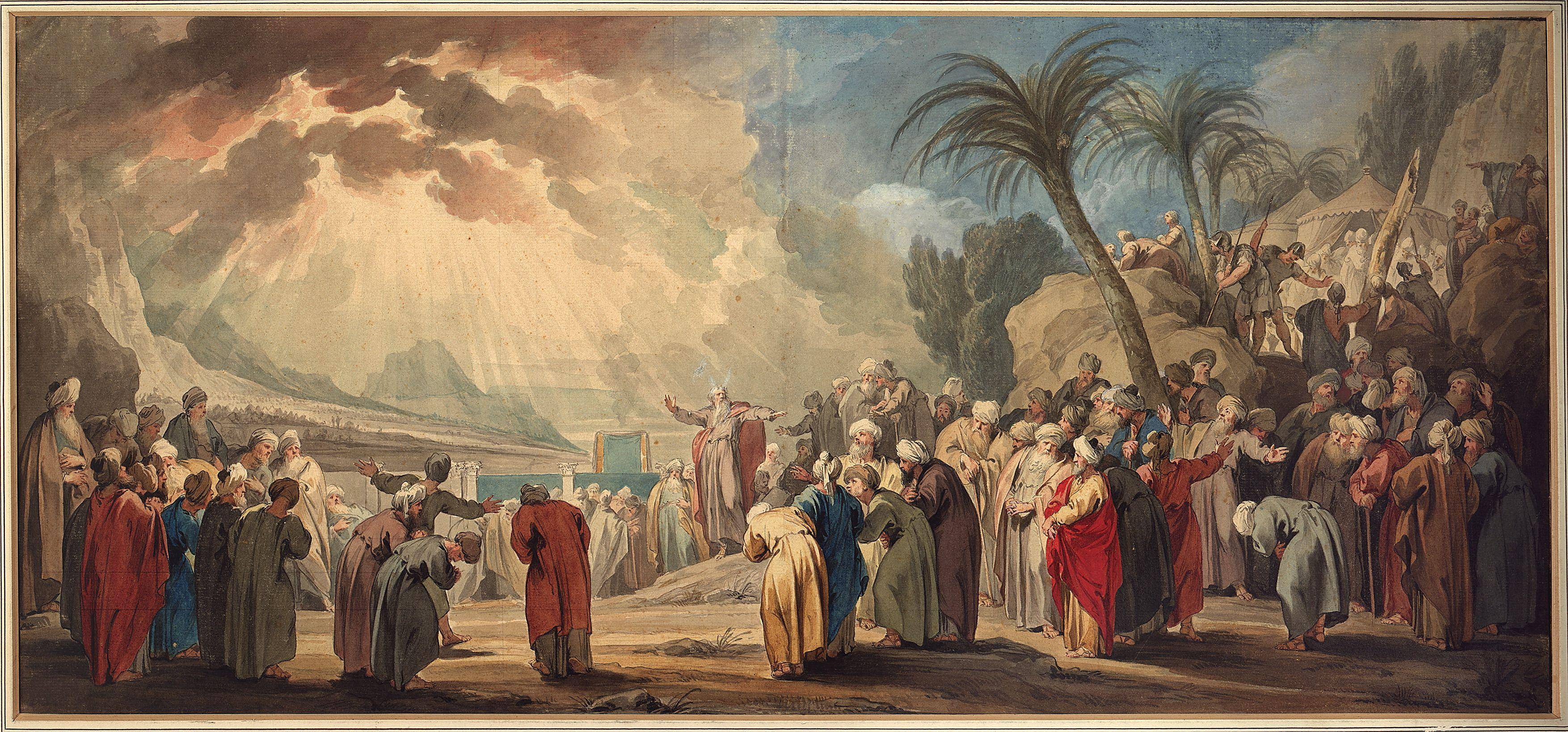
Избрание семидесяти старейшин Моисеем. Бумага, акварель, кисть, перо, тушь. 1739. Городской архив, Амстердам

Избрание семидесяти старейшин Моисеем (нидерл. De verkiezing van de zeventig oudsten door Mozes) — акварель голландского художника Якоба де Вита. Сюжет композиции взят из Ветхого Завета об избрании Моисеем семидесяти старейшин (Исх. 18:1). Хранится в Государственном архиве в Амстердаме.

## История создания
Якоб де Вит долгое время жил и учился в Антверпене, где на его индивидуальный стиль оказали влияние произведения Питера Пауля Рубенса и Антониса Ван Дейка. После этого, в 1716 году он переселился в Амстердам, где по заказу католической церкви создавал картины на библейские сюжеты. Одной из таких работ стала акварель «Избрание семидесяти старейшин Моисеем». Заказ поступил от городской ратуши (в наше время — Королевский дворец), которая занималась благоустройством внутреннего убранства, за счёт картин голландских живописцев. Вместе с еще тринадцатью, «Избрание семидесяти старейшин Моисеем» является фундаментальной работой из серии картин по сюжетам Ветхого Завета выполненными Якобом де Витом.

## Сюжет картины
После того, как Моисей вывел народ из Египта и скитался по пустыни, в один из дней они пришли к подножью горы Синай. Бог приказал ему и Аарону, а также Надаву и Авиуду в сопровождении семидесяти старейшин израилевых — подняться на гору. После этого, были совещания и отбор самых достойных из числа присутствующих. На следующий день все вместе поднялись, выразили уважение поклоном, но дальше, как приказал Бог — пошел только один Моисей, чтобы выслушать и записать заповеди. Семьдесят старцев были оставлены под руководством Аарона и Ора. Количество семьдесят было выбрано из соображения — представители двенадцати колен и пятидесяти восьми поколений. Через этих послов Моисей доносил волю к народу возлагая на них административную и судебную функции и всецело нести «бремя правления народа» (Числ. 11:16 и 17). Инициатором создания совета семидесяти старейшин был — Иофор, тесть Моисея (Исх. 18:14—26).